# 阿部玲子
阿部玲子（1983年10月9日—）是日本的女性聲優，神奈川縣出身。隸屬於EARLY WING。

## 人物
代代木動畫學院、RAMS Professional Education（1期生）畢業。曾組成Animelo、Pallet、Baby POP等偶像團體的成員。到2009年10月是RAMS的成員。11月28日加入EARLY WING。

## 演出作品
※粗體字為主要角色。

### 電視動畫
2006年
- 草莓狂熱（水島紀子、一年生B、同級生C、女學生B）

2010年
- 薄櫻鬼

2013年
- 我要成為世界最強偶像（MC、SD的主持人）

### OVA
2013年
- 挑戰1年生（時間表）

### 遊戲
2005年
- Chocolat ～maid cafe "curio"～（櫻井真子[4]）※PS2版

2006年
- Blue Blaster（帕特莉西亞·馬克基內亞）

2007年
- Que～遠古之葉的妖精～（新堂由美香）

2009年
- 鬼魂力量遺產 -SPECTRAL FORCE LEGACY-（梅米）

2010年
- 亞迦雷斯特戰記2
- 二世之契（白羽綾）

2011年
- 魔界戰記4
- 二世之契 後續回憶（白羽綾）

2012年
- 女友伴身邊（李春燕[5]）

2013年
- ILOG（シェヘラザード）
- 必殺仕事人 懲罰收集（海原瑠夏）
- Uiaka（リオーテ・スィーニ）

2015年
- 魔法氣泡！！Quest（莉琳、斯芬克斯[6]）
- 魔物娘的同居日常Online（蘇菲亞、舞、路貝蘿）

2020年
- 死亡終局輪迴試煉2（皮克·霍莉[7]、安·莎蒂[8]）

### 廣播劇CD
2006年
- 伊希歐之夢 完全MAP（托利斯提亞）

2007年
- 告白CD（野野宮歩）

2010年
- 動畫「薄櫻鬼」角色歌CD 幕末花風抄 沖田總司（小孩）

### 電視節目
2004年
- 秋葉原情報局（Animate：6月－2005年12月）
- 秋葉原情報局EX（Anisuta.TV：8月－2005年12月）

2005年
- Dream Factory（Kids Station：10月－2008年3月）

2006年
- 動畫天堂!（Kids Station：4月－2010年3月）※ Anipara特派員

2008年
- 全力坂（朝日電視台：10月、11月）

2011年
- 偶像動鑑 聲偶篇（BS富士：3月27日）

## 音樂CD

### 角色歌
| 發售日 | 商品名稱 | 演唱名義 | 歌曲 | 備註 |
| ------ | -------- | -------- | ---- | ---- |

## 外部連結
- 事務所官方簡歷（日語）
- 阿部玲子的X（前Twitter）（日語）